# Erytrozuchy
Erytrozuchy (Erythrosuchidae, stgr. ερυθρός – czerwony, Suchus – łacińska nazwa boga Sobka) – rodzina bazalnych archozauromorfów występujących we wczesnym i środkowym triasie, od oleneku do anizyku. Przedstawiciele Erythrosuchidae osiągali od 2,5 do 5 m długości i byli przeważnie dominującymi drapieżnikami w swoich ekosystemach.
Budowa anatomiczna (np. czwarty krętarz) wskazuje, że erytrozuchy są formą pośrednią między prymitywnymi triasowymi Archosauriformes a bardziej zaawansowanymi archozaurami.

## Rodzaje
- Erythrosuchus
- Fugusuchus
- Garjainia
- Shansisuchus
- Vjushkovia